# Tsuneo Niijima
| Odkryte planetoidy: 32 | Odkryte planetoidy: 32 |
| ---------------------- | ---------------------- |
| (3565) Ojima           | 22 grudnia 1986        |
| (3585) Goshirakawa     | 28 stycznia 1987       |
| (3686) Antoku          | 3 marca 1987           |
| (4375) Kiyomori        | 28 lutego 1987         |
| (4376) Shigemori       | 20 marca 1987          |
| (4377) Koremori        | 4 kwietnia 1987        |
| (4402) Tsunemori       | 25 lutego 1987         |
| (4574) Yoshinaka       | 20 grudnia 1986        |
| (4767) Sutoku          | 4 kwietnia 1987        |
| (4896) Tomoegozen      | 20 grudnia 1986        |
| (5578) Takakura        | 28 stycznia 1987       |
| (5830) Simohiro        | 9 marca 1991           |
| (5912) Oyatoshiyuki    | 20 grudnia 1989        |
| (6158) Shosanbetsu     | 12 listopada 1991      |
| (7139) Tsubokawa       | 14 lutego 1994         |
| (7202) Kigoshi         | 19 lutego 1995         |
| (7748) 1987 TA         | 12 października 1987   |
| (7752) Otauchunokai    | 31 października 1988   |
| (8344) Babette         | 25 stycznia 1987       |
| (8565) 1995 WB6        | 24 listopada 1995      |
| (10162) Issunboushi    | 2 stycznia 1995        |
| (10727) Akitsushima    | 25 lutego 1987         |
| (13148) 1995 EF        | 1 marca 1995           |
| (17406) 1987 DO        | 25 lutego 1987         |
| (17472) Dinah          | 17 marca 1991          |
| (20999) 1987 BF        | 28 stycznia 1987       |
| (23476) 1990 VE4       | 15 listopada 1990      |
| (26168) Kanaikiyotaka  | 24 listopada 1995      |
| (26170) Kazuhiko       | 24 stycznia 1996       |
| (39637) 1995 EG        | 1 marca 1995           |
| (39664) 1995 WW4       | 20 listopada 1995      |
| (58147) 1986 WK        | 29 listopada 1986      |
| 1. 2.                  |                        |

Tsuneo Niijima (jap. 新島恒男 Niijima Tsuneo; ur. 1955) – japoński astronom amator.
Odkrył łącznie 32 planetoidy (z czego 2 samodzielnie, 29 wspólnie Takeshim Uratą, a jedną wspólnie z Kiyotaką Kanai). Jest też współodkrywcą komety okresowej 112P/Urata-Niijima.
W uznaniu jego zasług jedną z planetoid nazwano (5507) Niijima.